# Dominique Bilde
Dominique Bilde (Nancy, 1º agosto 1953) è una politica francese,membro del Rassemblement National (RN) ed europarlamentare dal 2014 al 2024.

## Biografia
Bilde è nata a Nancy, dove ha conseguito il diploma di scuola professionale secondaria nel 1970. È imprenditrice e consulente finanziario.

## Carriera politica
Bilde aderì al Rassemblement National (allora Front National) nel 1997 mentre dal 2009 è segretaria generale del partito nel dipartimento francese della Mosa. Nel 2010 fu eletta consigliere regionale della Lorena, era seconda nella lista del partito in rappresentanza della Meurthe e Mosella. Nel 2015 fu rieletta per la stessa posizione nel neonato Consiglio regionale del Grand Est.
Alle elezioni municipali francesi del 2014, è stata capolista del partito a Sarrebourg, dichiarando a un intervistatore che la sua priorità era il miglioramento del centro città. Dopo le elezioni fu eletta. 
Bilde è stata eletta europarlamentare alle elezioni del 2014, dove era la quarta dei quattro membri del suo partito a correre per la circoscrizione della Francia orientale. Rieletta nel 2019, si è classificata al quarto posto nella lista nazionale del partito. Inizialmente membro non iscritto del parlamento, nel 2015 ha aderito al gruppo Europa delle Nazioni e della Libertà (ora Patrioti per l'Europa). 
Bilde è una delle eurodeputate del Rassemblement National accusate, nell'ambito del caso degli assistenti del Rassemblement National, di appropriazione indebita di fondi dell'Unione europea, con l'accusa di aver assunto assistenti fittizi. Nel 2017, un tribunale ha stabilito che sussisteva un motivo per richiederle il rimborso di 40.000 euro. Nel settembre 2024, è stata una dei 25 membri del partito processati presso il Tribunale correzionale di Parigi; i pubblici ministeri hanno chiesto che fosse interdetta dai pubblici uffici per tre anni, multata di 30.000 euro e condannata a 18 mesi di carcere, di cui un mese con la condizionale. La sentenza è stata prevista per il marzo 2025. 
Alle elezioni del 2017, Bilde si è candidata all'Assemblea nazionale francese per la quarta circoscrizione della Meurthe e Mosella; si è classificata terza al primo turno e non è stata eletta. All'inizio del 2023, alcuni attivisti del Rassemblement National della Meurthe e Mosella l'hanno accusata di maltrattamenti, insulti omofobi e minacce; lei ha risposto che stavano cercando di prendere il potere all'interno del partito.